# Italská vlajka

Italská vlajka
Poměr stran: 2:3

Italská námořní vlajka
Poměr stran: 2:3

Italská státní námořní vlajka
Poměr stran: 2:3

Vlajka italského prezidenta (Italská námořní válečná vlajka)
Poměr stran: 1:1

Vlajka Itálie (italská trikolóra) je tvořena listem o poměru stran 2:3 se třemi svislými pruhy v barvě zelené, bílé a červené.
Oficiální odstíny jsou tyto: zeleň luční, běloba mléčná a červeň rajčatová.
Byla odvozena z francouzské vlajky, modrý pruh však byl nahrazen zeleným pruhem (tato barva byla od francouzské revoluce považovaná za symbol svobody, rovnosti a nového politického pořádku). V současné podobě se užívá od 19. června 1946 a byla oficiálně přijata k 1. lednu 1948.
Výklad barev je následující. Zelená reprezentuje zemi plání a kopců, bílá symbolizuje sníh z Alp a červená symbolizuje krev prolitou ve válkách za italskou nezávislost. O něco více náboženský výklad je, že zelená znamená naději, bílá představuje víru a červená představuje křesťanskou lásku, a to odkazuje na tři teologické ctnosti.

Italská lodní vlajka (Naval Jack) Poměr stran: 1:1
Rozdíly italské a mexické vlajky

## Historie
Vlajka vznikla v roce 1796, když byla vytvořena lombardská národní garda a následně italská dobrovolná „lombardská“ legie. Barvy navrhl Napoleon, který měl v oblibě právě zelenou (podobná trikolóra se však objevila již při studentských demonstracích v Bologni roku 1795). V roce 1797 se stala vlajkou republiky Cisalpinské a roku 1802 republiky Italské (přeměněné v letech 1805–1814 na Italské království, které Napoleona zradilo). Restaurace se dočkala roku 1848, kdy ji učinil sardinský král Viktor Emanuel II. svou vlajkou a do jejího středu přidal znak savojského domu – bílý kříž na červeném, modře lemovaném štítě. V této podobě se trikolóra stala roku 1861 vlajkou sjednocené Itálie. V roce 1946, kdy se země stala republikou, byl královský znak z vlajky odstraněn. V současné podobě se používá od 19. června 1946 a byla oficiálně přijata k 1. lednu 1948.

Vlajka Sardinského a posléze Italského království (1861–1946)
Státní a válečná vlajka Italského království (1861–1946)
Vlajka Království obojí Sicílie
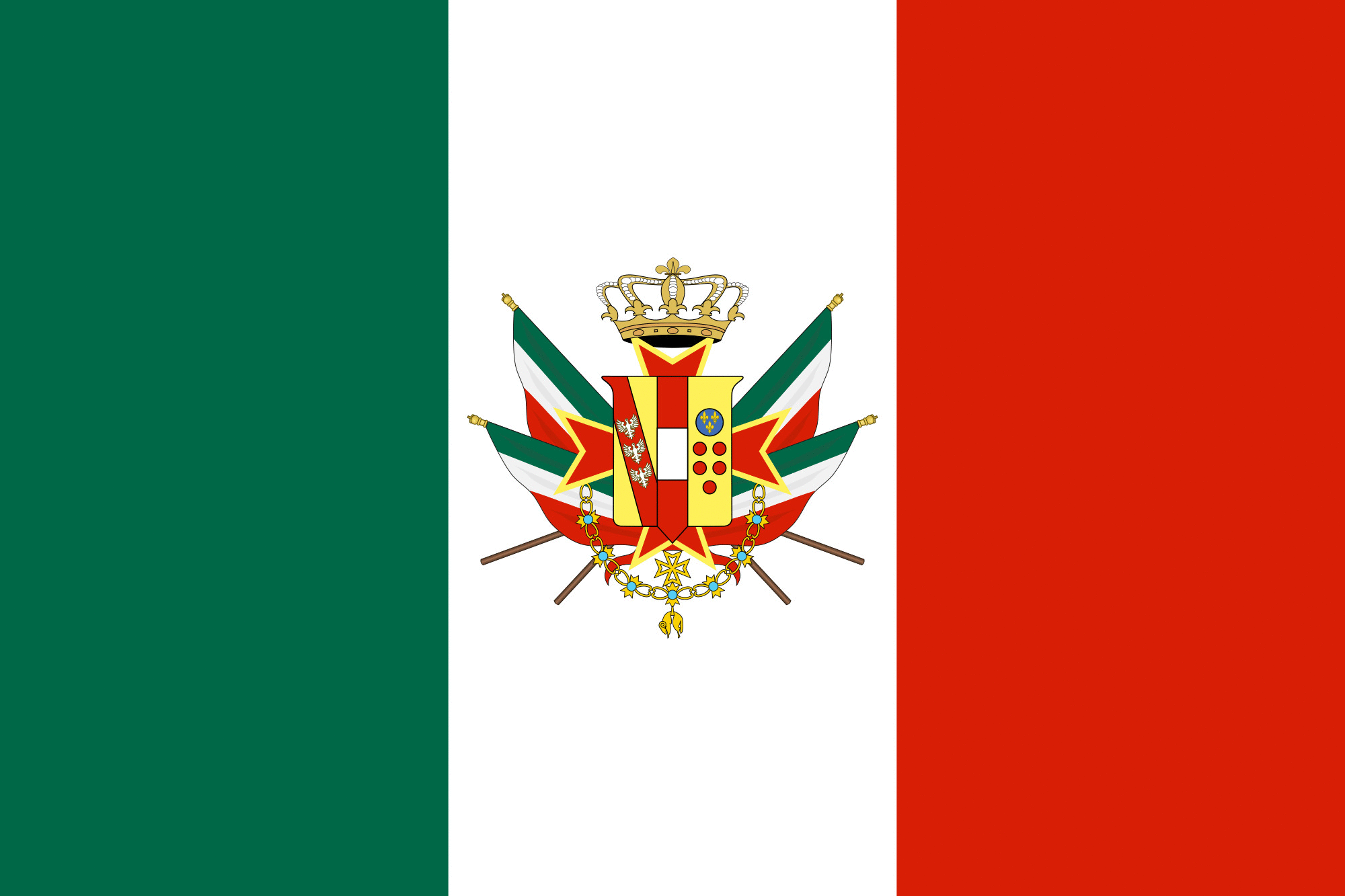
Vlajka Toskánského vévodství
Italska vlajka (1946–2003)
Válečná vlajka Italské sociální republiky

## Vlajky italských regionů

Členění Itálie

Itálie se člení na 20 regionů, z nichž pět je autonomních.

Abruzzo Poměr stran: 11:16
Apulie Poměr stran: 2:3
Basilicata Poměr stran: 2:3
Benátsko Poměr stran: 2:3
Emilia-Romagna (de facto) Poměr stran: 2:3 ?
Furlansko-Julské Benátsko Poměr stran: 2:3
Kalábrie Poměr stran: 2:3
Kampánie Poměr stran: 2:3
Lazio Poměr stran: 2:3
Ligurie Poměr stran: 2:3
Lombardie Poměr stran: 2:3
Marche Poměr stran: 2:3
Molise Poměr stran: 2:3
Piemont Poměr stran: 2:3
Sardinie Poměr stran: 2:3
Sicílie Poměr stran: 2:3
Toskánsko Poměr stran: 2:3
Tridentsko-Horní Adiže Poměr stran: 2:3
Údolí Aosty Poměr stran: 2:3
Umbrie Poměr stran: 2:3